# 미나스제라이스 주립 대학교

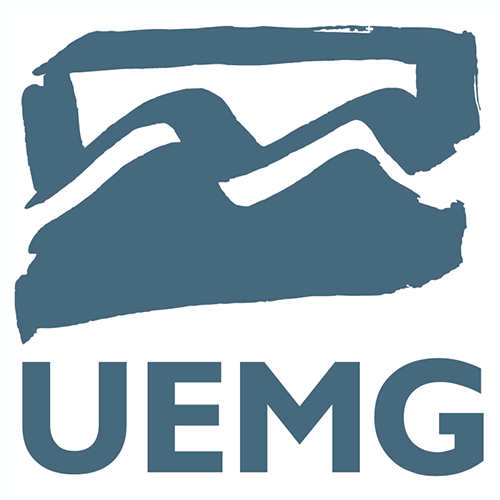

미나스제라이스 주립 대학교(Universidade do Estado de Minas Gerais, UEMG, Minas Gerais State University)는 브라질의 공립 대학이다. 미나스제라이스 연방대학교, 우베를란지아 연방대학교에 이어 미나스제라이스주에서 세 번째로 큰 대학교이다. 1989년 브라질 미나스제라이스주 벨루오리존치에서 설립되었다.